# USS Albacore (SS-218)
De USS Albacore (SS-218) was een Amerikaanse Gato-klasse-onderzeeër in dienst van de Amerikaanse marine, die vocht in de Pacifische Oorlog tijdens de Tweede Wereldoorlog. De naam is geïnspireerd op de vissoort "albacore" oftewel "witte tonijn".

## Geschiedenis
De USS Albacore (SS-218) was het tweede vaartuig met deze naam in de Amerikaanse marine, na de patrouilleboot USS Albacore (S.P. 751) die dienst deed tijdens de Eerste Wereldoorlog van 1917 tot 1918.
De USS Albacore voerde elf oorlogspatrouilles uit tijdens de Tweede Wereldoorlog waarbij het minstens tien vijandige schepen tot zinken bracht. Van drie andere is er geen officiële bevestiging. Op 19 juni 1944 bij de Slag in de Filipijnenzee zonk het Japans vliegdekschip Taiho na een torpedo-inslag van de onderzeeër.
Op 24 oktober 1944 werd de USS Albacore op patrouille gestuurd vanuit de Amerikaanse marinebasis Pearl Harbor naar de Grote Oceaan, waar het vier dagen later aanmeerde op de Midway-eilanden om bij te tanken. Nadien is er nooit meer iets van vernomen. Volgens bemanningsleden van een Japanse patrouilleboot zou de onderzeeër op 7 november 1944 vlak bij het Japanse eiland Hokkaido gezonken zijn nadat hij een zeemijn had geraakt. Vijfentachtig opvarenden stierven daarbij.
In 2022 kon de Japanse professor Ura van de universiteit van Tokio en zijn team uit archieven de exacte locatie van de verdwenen onderzeeër achterhalen. Met een onderwatercamera werden beelden gemaakt. In 2023 bevestigde de erfgoeddienst van de Amerikaanse marine dat het wel degelijk om de USS Albacore ging.